# 228国道 (1981年)
228国道是中华人民共和国政府于1981年在《国家干线公路网（试行方案）》中曾經为臺灣島规划的環島公路。然而由于兩岸分治，所以这条国道未實際建設，而且漸漸與台灣的建設互不重疊，加上一國兩制推出後國道編制僅限內地使用，因此2013年《国家公路网规划》中取消了台湾环岛公路。同时将舊“228国道”编号赋予一条辽宁丹东至广西东兴的国道纵线使用。該線的意義類似於台灣環島1號線，不過目前這條路線是台灣串連單車遊與摩托車環島的旅行公路，所行經之處部分組成是自行車道。